# Aéroport de Chetwynd
L'aéroport de Chetwynd est un aéroport situé en Colombie-Britannique, au Canada.